# Ponte Rama IX
Il Ponte Rama IX è un ponte strallato situato a Bangkok, in Thailandia.

## Descrizione

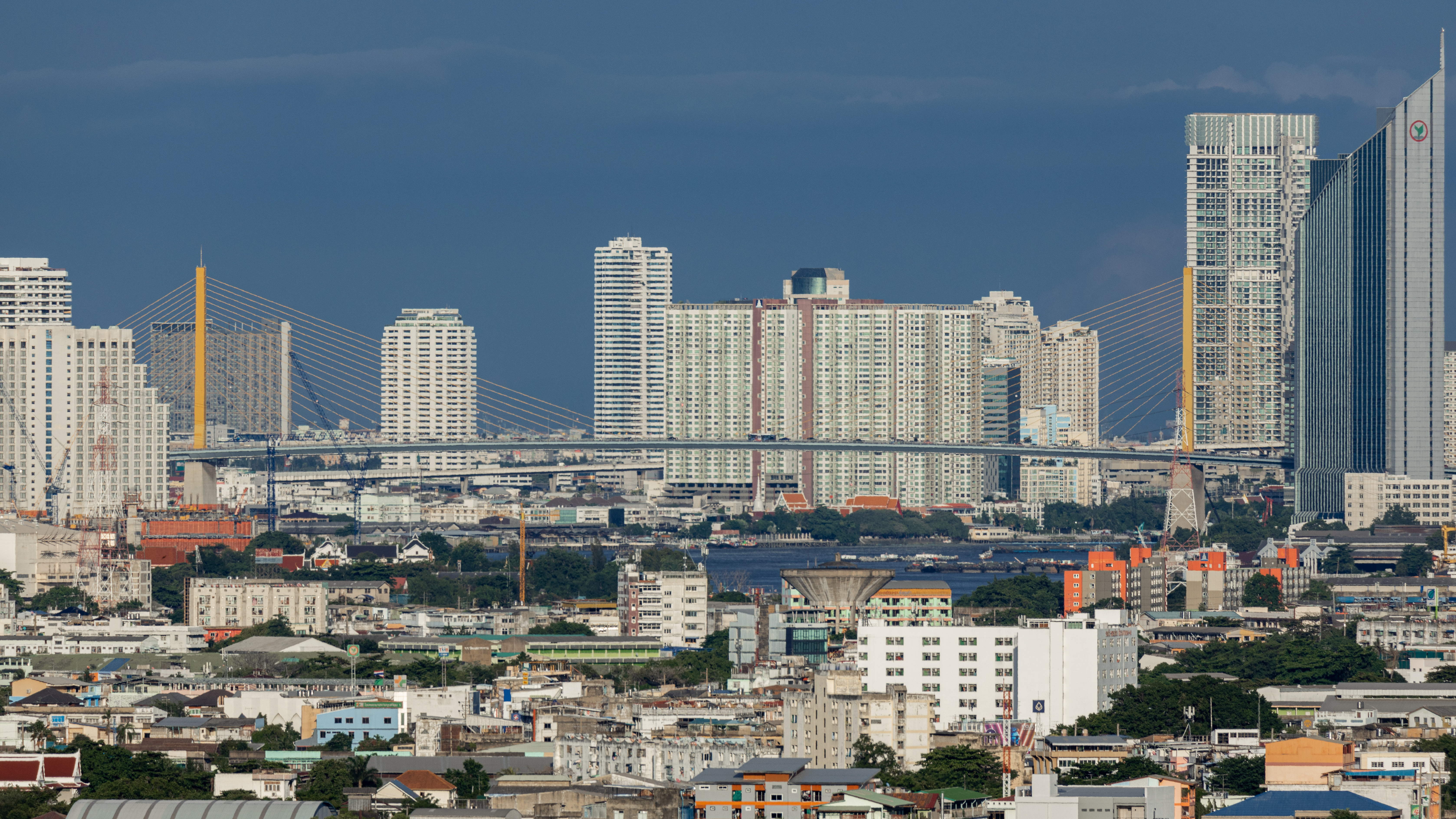
Panoramica del ponte

Il ponte attraversa il fiume Chao Phraya, collegando il distretto di Yan Nawa al distretto di Rat Burana.
Il ponte fu chiamato in onore del re Bhumibol Adulyadej. Fu il primo ponte strallato in Tailandia e al momento dell'inaugurazione avvenuto nel 1987 giorno del compleanno del re, era il secondo ponte con la campata strallata più lunga del mondo.
Originariamente il ponte aveva una combinazione cromatica con piloni bianchi e cavi neri; nel 2006 in onore del re è stata ridipinto tutto in giallo.